# Ján Pivarník
Ján Pivarník (n. el 13 de noviembre de 1947, Cejkov) es un exfutbolista y entrenador eslovaco. Fue internacional con la selección de Checoslovaquia, con quien se proclamó campeón de la Eurocopa 1976.

## Carrera profesional
Pivarník desarrolló la mayor parte de su carrera en el fútbol checoslovaco, principalmente en el Slovan Bratislava, club en el que militó seis temporadas y consiguió dos títulos de liga. Después de retirarse como futbolista inició su carrera como entrenador en Portugal, Austria, Omán y, especialmente, en Kuwait.

## Selección nacional
Formó parte del equipo checoslovaco que disputó la Copa Mundial de Fútbol de 1970 y el que se proclamó campeón de la Eurocopa 1976 al derrotar en la final de Belgrado a Alemania Federal en la tanda de penaltis, la que encumbró internacionalmente a Antonín Panenka con su «penalti a lo Panenka».

## Palmarés
Slovan Bratislava
- Primera Liga de Checoslovaquia (2): 1973–74, 1974–75
- Copa de Checoslovaquia (1): 1973–74

Checoslovaquia
- UEFA Euro 1976: Campeón